# Van de Graaffov generator
Van de Graaffov generator je vrsta elektrostatskog generatora koji zasniva svoj rad na električnoj influenciji (influencija, električna pobuda ili elektrostatička indukcija), a može postići vrlo visoke električne napone, i do 5 milijuna volti, zbog čega se upotrebljava za istraživanja u nuklearnoj fizici. Glavni dio je široka beskrajna traka od nekog električnog izolatora. Ona se kreće preko jednog gornjeg i jednog donjeg valjka. Gornji dio trake ulazi u veliku šuplju metalnu kuglu. Traka se na donjoj strani elektrizira trenjem ili se na nju prenosi elektricitet putem šiljaka (četkica) iz nekog izvora visokog električnog napona. Taj se elektricitet kretanjem PVC trake prenosi u metalnu kuglu. U kugli se nalaze šiljci (četkice) okrenuti prema traci i prenose elektricitet na kuglu, koji se zatim raspoređuje po površini kugle. Neprestanim dovođenjem elektriciteta kugla postiže vrlo visoki električni napon prema Zemlji. Van de Graaffov generator može se predočiti kao konstantni izvor struje spojen usporedno s kondenzatorom ili kao naponski izvor ogromnog unutarnjeg otpora. Za ovaj generator potreban je dielektrični materijal.
Izumio ga je 1929. američki fizičar Robert J. Van de Graaff.